# Teju Cole

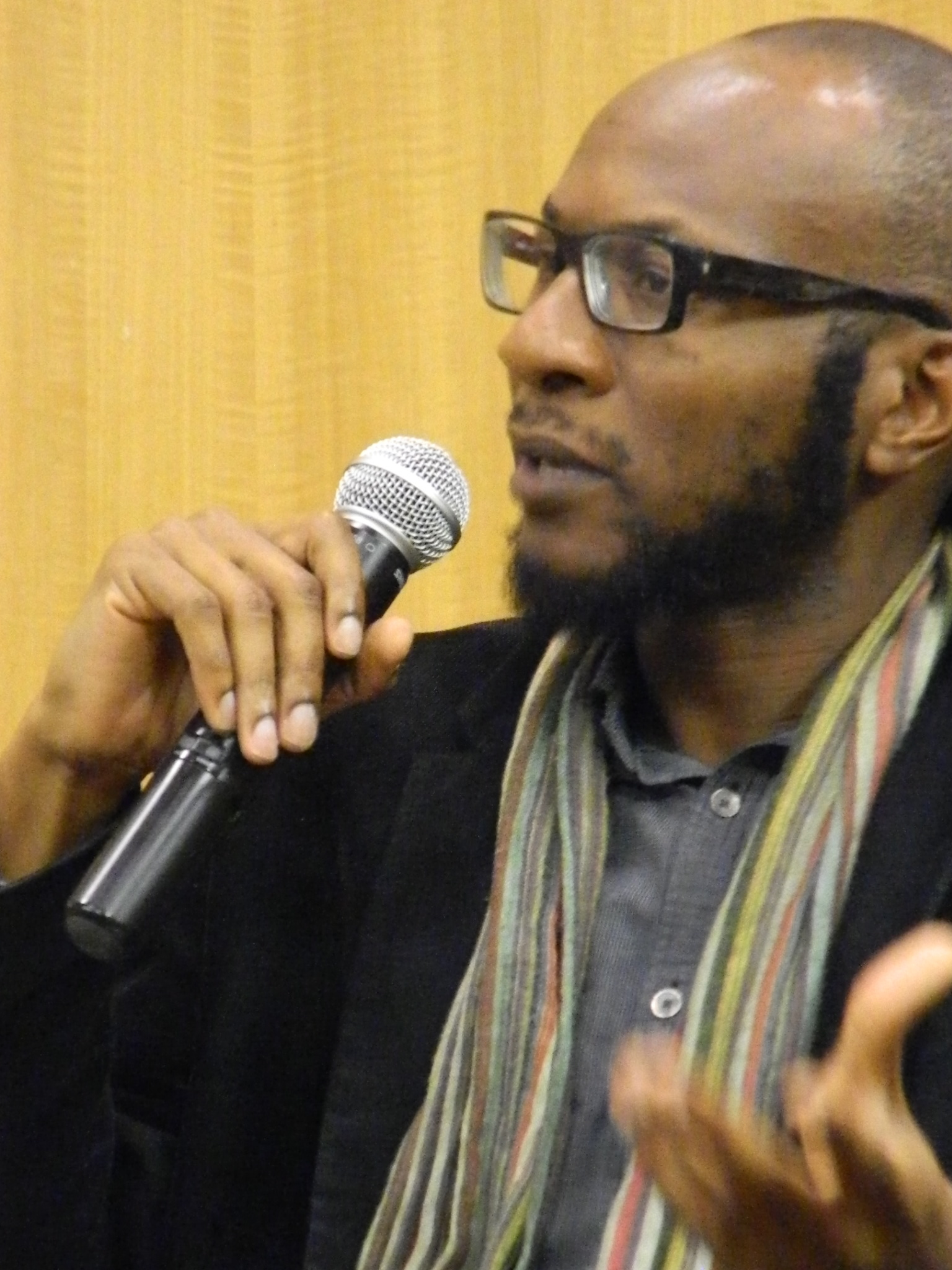
L'autor adreçant-se a l'escriptor John Freeman a Barnes & Noble, Nova York (7 d'octubre de 2013)

Teju Cole, nascut amb el nom Obayemi Babajide Adetokunbo Onafuwa (Nova York, 27 de gener de 1975) és un escriptor en llengua anglesa, fotògraf i historiador de l'art d'origen nigerià i nacionalitat estatunidenca.

## Biografia
Va néixer als Estats Units en una família provinent de Nigèria, país on posteriorment es va traslladar i on es va criar. A l'edat de 17 anys va tornar als EUA, país on actualment segueix residint, a Brooklyn (Nova York). Va estudiar al Kalamazoo College de Michigan i va estudiar un màster (MA) a la School of Oriental and African Studies de Londres (Regne Unit). Actualment estudia un doctorat a la Columbia University de Nova York. És autor de dos llibres, una novel·la curta (Everyday is for the Thief; “El dia a dia és per al lladre”, publicat a Nigèria per l'editorial Cassava Republic), i una novel·la titulada Open City (originalment publicada per Random House a Nova York, i traduïda al català com “Ciutat oberta” per Xavier Pàmies a Quaderns Crema). Actualment exerceix de professor d'escriptura creativa amb el càrrec de Distinguished Writer in Residence al Bard College. Teju Cole escriu habitualment a publicacions com The New York Times, Qarrtsiluni, Chimurenga, The New Yorker, Transition, Tin House i A Public Space. Actualment està treballant en un projecte literari de no-ficció situat a Lagos, i una nova obra de nom Small Fates (“Petits destins”).

## Open City,Ciutat oberta
La seva novel·la de 2011 té com a centre “l'immigrant nigerià Julius, jove llicenciat que estudia psiquiatria a la ciutat de Nova York, que acaba de tallar amb la seva xicota i passa la major part del seu temps caminant per Manhattan immers en els seus pensaments. Els pensaments interiors de Julius ocupen gairebé tot Open City mentre passeja per la ciutat, retratant escenes tant del que té lloc dins del seu cap com esdeveniments del passat que no pot deixar enrere. Per raons que no són del tot clares, els passeigs de Julius canvien en viatges pel món, i passa unes quantes setmanes a Bèlgica, on passa una nit inesperadamente amb una dona i on coneix gent interessant. Mentrestant, coneix un bon nombre de persones amb les que sovint té llargues disquisicions sobre filosofia i política. Educat en una escola militar, sembla agraït de trobar aquest tipus de converses. De tornada a Nova York, coneix una jove nigeriana que canvia profundament la forma com es veu a si mateix.”
Open City va ser nominada a la categoria de millor ficció literària del premi National Books Critics Circle Award, atorgat pel cercle de crítics dels Estats Units, i va guanyar el premi Hemingway Foundation/Pen Award de 2012 a la millor novel·la de debut. La traducció a l'alemany realitzada per Christine Richter-Nilsson es va en dur el Premi Nacional de Literatura de 2013. La novel·la ha estat seleccionada per a l'Ondaatje Prize, finalista del Tournament of Books de The Morning News, i inclosa entre els millors llibres de l'any per la revista Time de 2011.
L'obra ha rebut ressenyes generalment positives per part dels crítics literaris internacionals. James Book del The New Yorker compara l'estil literari de Teju Cole amb el de Joseph O'Neill i Zadie Smith. El New York Times declara que “la importància d'aquesta novel·la rau en la seva honestedat”. The Independent caracteritza el llibre com “hipnòtic”, “paral·litzador” i un “debut sensacional” de Cole. Mentre que Time es va referir al llibre com “una obra profundament original, intel·lectualment estimulant i posseïdora d'un estil tan atractiu com seductor.”

## Recepció a Catalunya
La primera novel·la llarga de Cole va aparèixer en català a Quaderns Crema de la mà del traductor Xavier Pàmies el 2012. L'escriptor Patricio Pron va conversar amb ell al Centre de Cultura Contemporània de Barcelona, i va ser entrevistat al telenotícies de Televisió de Catalunya el 2012.